# Primera ley de la geografía
La primera ley de la geografía, o principio de autocorrelación espacial, fue formulado por el geógrafo Waldo Tobler de esta forma en 1970:

Todas las cosas están relacionadas entre sí, pero las cosas más próximas en el espacio tienen una relación mayor que las distantes.

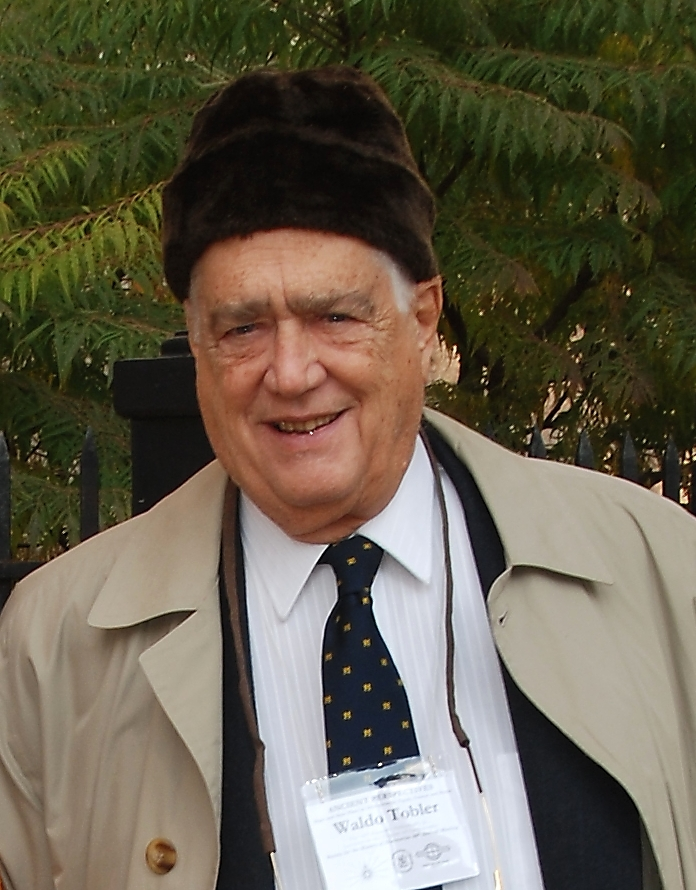
Waldo Tobler

Esta observación se encaja en el modelo de la gravedad de la distribución de viajes o en la ley de la demanda, que indica que las interacciones entre los lugares son inversamente proporcionales al coste del recorrido entre ellos. También se relaciona con las ideas de la ley de Isaac Newton sobre la gravitación universal y viene a ser un concepto similar al de dependencia espacial que constituye la base de la geoestadística.